# Greifen-Gymnasium Ueckermünde
Das Greifen-Gymnasium Ueckermünde ist ein Gymnasium in Form einer gebundenen Ganztagsschule in der Stadt Ueckermünde im Landkreis Vorpommern-Greifswald im Nordosten von Mecklenburg-Vorpommern. Es entstand 2006 durch eine Fusion und ist nach dem Greifen als einem Wappentier des Landes Mecklenburg-Vorpommern benannt.

## Schulgeschichte
In der DDR bestanden in Ueckermünde zwei Polytechnische Oberschulen, benannt nach Max Matern und August Nitz. Im Jahr 1992 wurde das Gebäude der bisherigen Berufsschule saniert und als Gymnasium neu gegründet. Bereits zwei Jahre später wurde es nach Albert Schweitzer benannt, eröffnet und 1996 durch einen Erweiterungsbau ergänzt. Im Jahr 2006 kam es zur Fusion des ehemaligen Albert-Schweitzer-Gymnasiums Ueckermünde und des aufgegebenen Kopernikus-Gymnasiums Torgelow, einer ehemaligen EOS. Der Grund für die Fusion war Schülermangel in der Region. Das Gymnasium wurde nach dem pommerschen Greifen als Wappentier des Landes (neben dem Stier für Mecklenburg) benannt und soll nach Schulangaben deutlich machen, dass sich das Gymnasium „der Region Pommern und ihrer Geschichte eng verbunden fühlt.“

## Architektur
Das Hauptgebäude ist mit Backsteinen verkleidet und hat zwei Geschosse inklusive Dachgeschoss. Daneben gibt es eine Sporthalle. Westlich gelegen ist ein Fußballplatz mit umlaufender Stadionbahn.

## Schulangebot
Das Konzept der Schule entspricht nach eigenen Angaben einer gebundenen Ganztagsschule. Dies drückt sich durch zusätzliches Freizeitangebot in der 6. oder 7. Stunde aus, wodurch der Alltag der Schüler aufgelockert werden soll. Dabei stehen klassische Sportarten, kreative Angebote, Zusatzinhalte in Hauptfächern und Schulbands zur Auswahl.
Ab der 7. Klasse finden jährlich zwei Wandertage und ein Sportfest statt. Dazu kommt für die 8. Stufe eine Exkursion nach Stettin und eine Klassenfahrt, für die 9. Stufe Exkursionen an die Uecker und zum Landtag in Schwerin, für die 9. Stufe eine weitere Klassenfahrt und für die Oberstufe eine Studienfahrt nach Auschwitz.
Das Gymnasium bietet u. a. Polnisch-Unterricht an. Es besteht eine Partnerschaft mit einer Schule in Przelewice nahe Pyritz. Mit dieser wird ein jährlicher Projekttag veranstaltet.

## Förderverein
Der Förderverein wurde 1995 für das Albert-Schweitzer-Gymnasium gegründet. Er unterstützt regelmäßig das Sommerfest, Auszeichnungen der Abiturbesten und Projektteilnahme einzelner Schüler. Speziell wurden 2013 ein neues Mobiliar für die Cafeteria und 2014 Instrumente für die Bläserklasse angeschafft.

## Bekannte Schüler (Auswahl)
- Philipp Amthor (* 1992), Abitur 2011, Politiker (CDU)
- Patrick Dahlemann (* 1988), Abitur 2008, Politiker (SPD)